# Maesobotrya bertramiana
Maesobotrya bertramiana är en emblikaväxtart som beskrevs av Buttner. Maesobotrya bertramiana ingår i släktet Maesobotrya och familjen emblikaväxter. Inga underarter finns listade i Catalogue of Life.